# 卡拉 (耶勒勒區)
35°34′50″N 0°19′42″E / 35.58056°N 0.32833°E

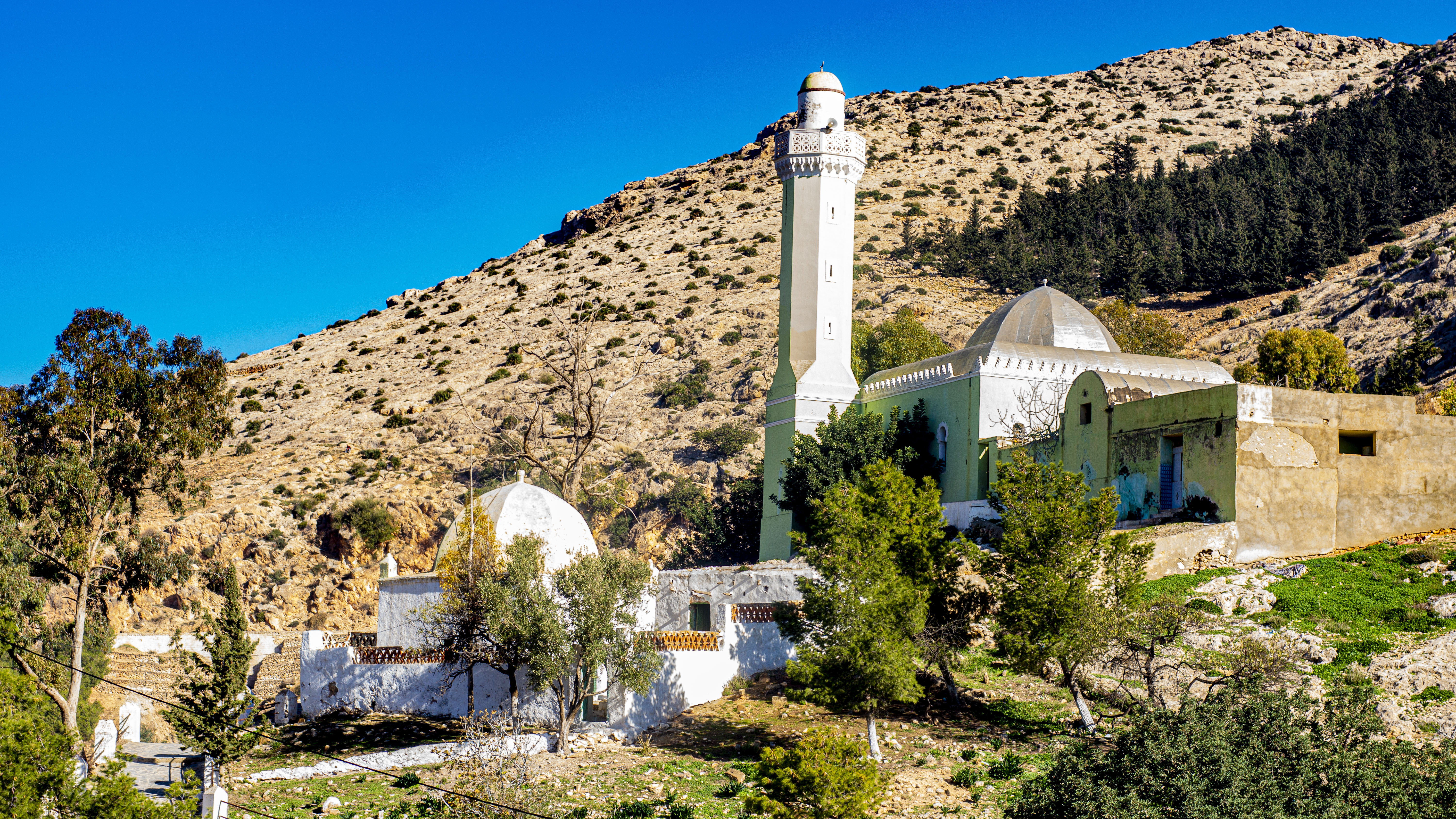
卡拉

卡拉（阿拉伯语：‎），是阿爾及利亞的城鎮，位於該國西北部埃利贊省，由耶勒勒區負責管轄，面積79平方公里，海拔高度423米，2008年人口11,659，人口密度每平方公里147人。